# 塔尾树鹊
塔尾树鹊（学名：Temnurus temnurus），是鸦科塔尾树鹊属的一种，分布于中国、越南、泰国、老挝和柬埔寨。该物种的保护状况被评为无危。
塔尾树鹊的栖息地为亚热带或热带的湿润低地林。该物种的模式产地在越南。